# Paquimé
Koordinaten: 30° 21′ 58,6″ N, 107° 56′ 51″ W
Paquimé (oft auch als Casas Grandes bezeichnet) ist eine archäologische Fundstätte, die sich etwa 350 km nordwestlich von der Hauptstadt Chihuahua des Staates Chihuahua, Mexiko, und einen halben Kilometer entfernt von der Stadt Casas Grandes befindet. Nur ein Teil der alten Siedlung ist ausgegraben und (zurückhaltend) restauriert worden. Das Besucherzentrum beherbergt das kleine Museum der Kulturen des Nordens.
Am 30. März 2015 wurde die Gedenkstätte in das Internationale Register für Kulturgut unter Sonderschutz der Haager Konvention zum Schutz von Kulturgut bei bewaffneten Konflikten aufgenommen.

## Bevölkerung

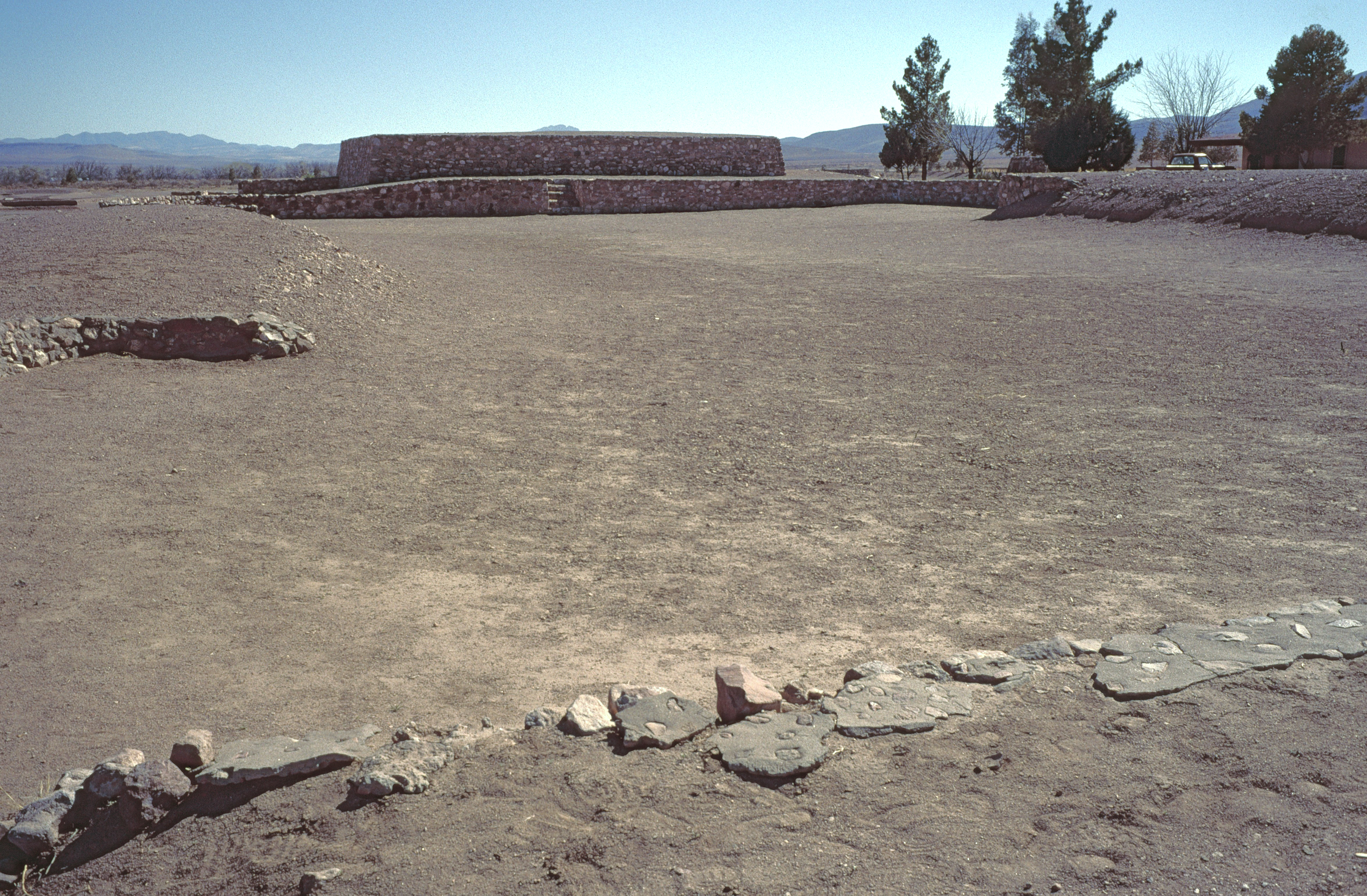
Ballspielplatz

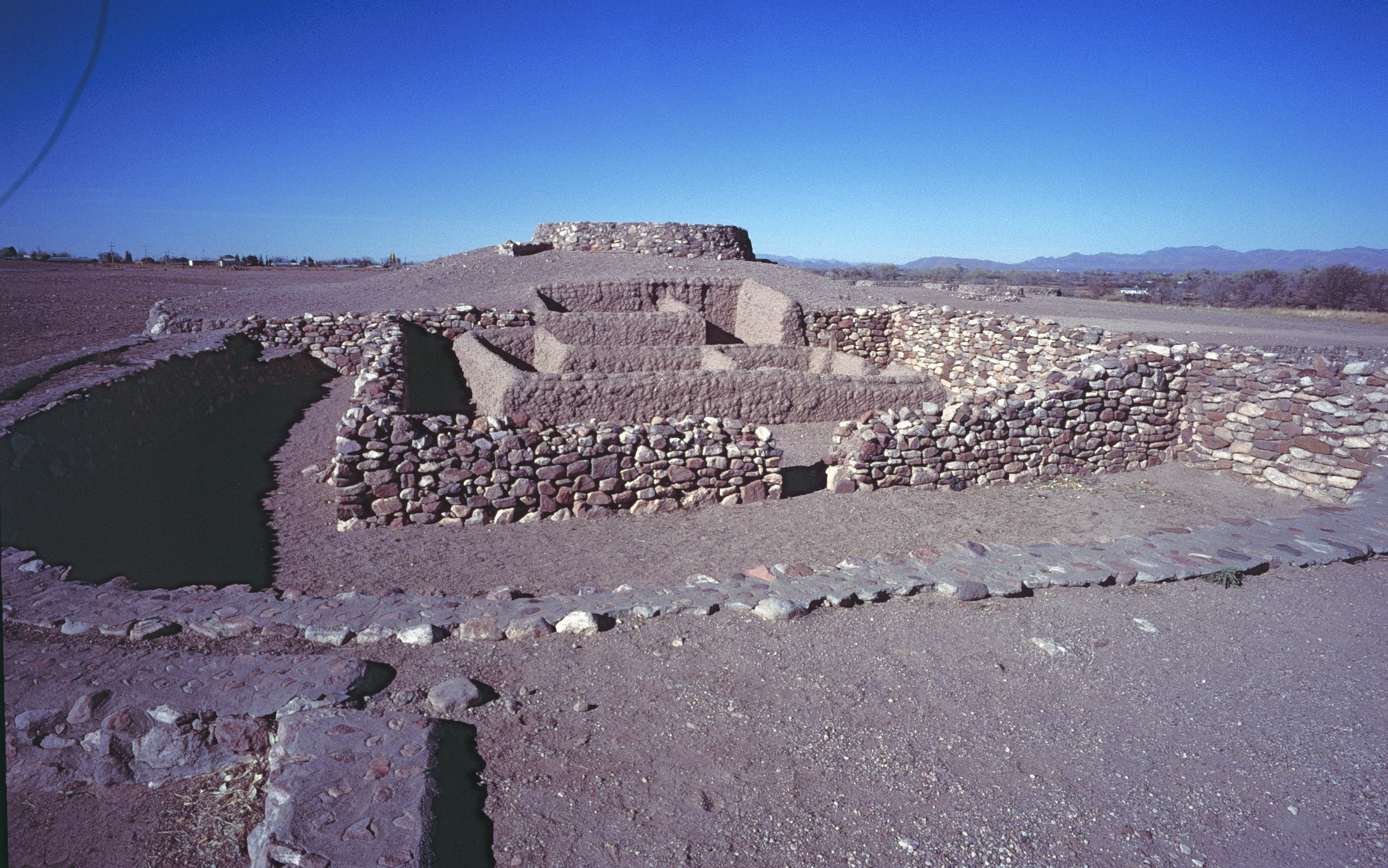
Montikel der Opferungen

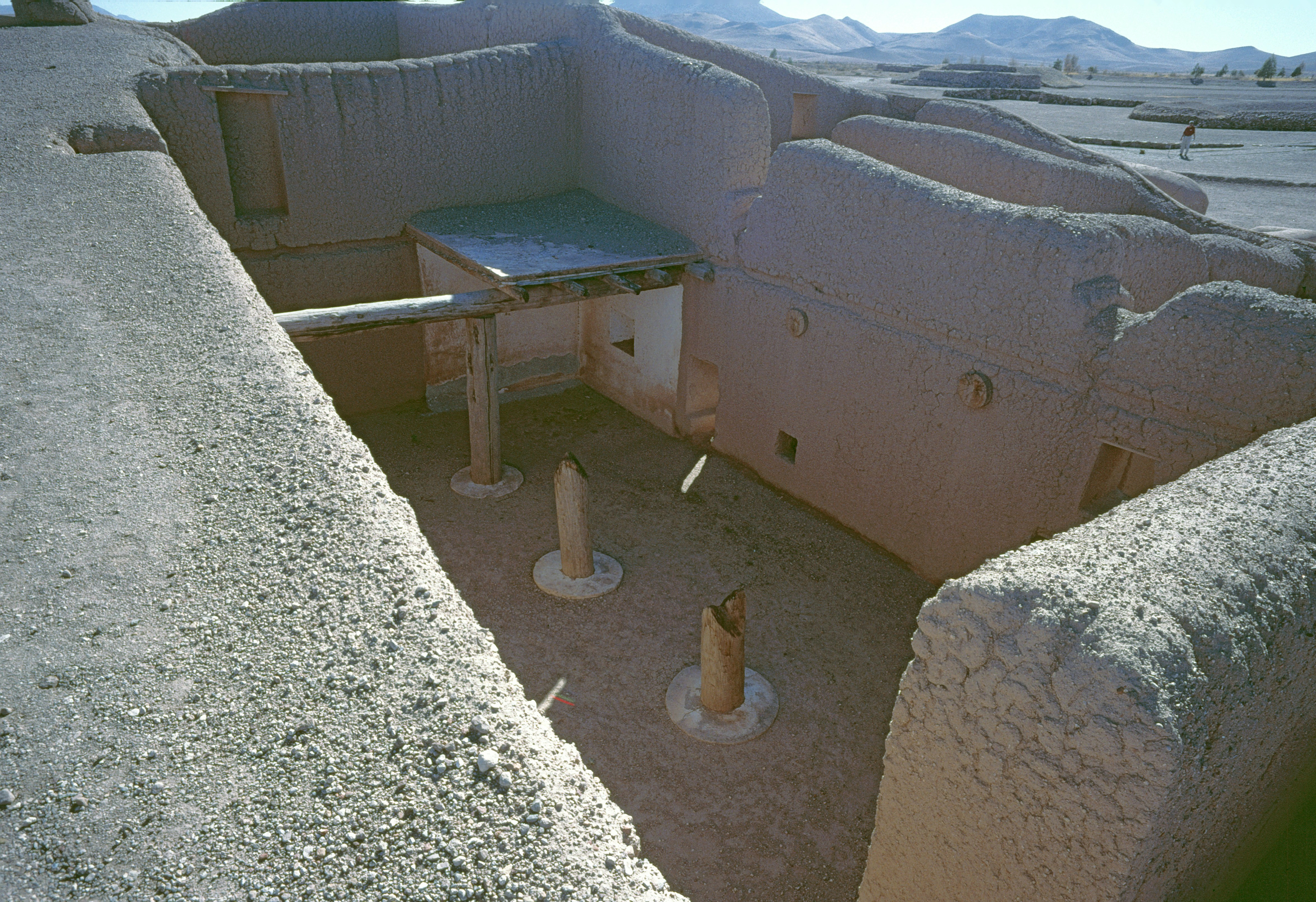
Teilweise rekonstruierter Wohnraum

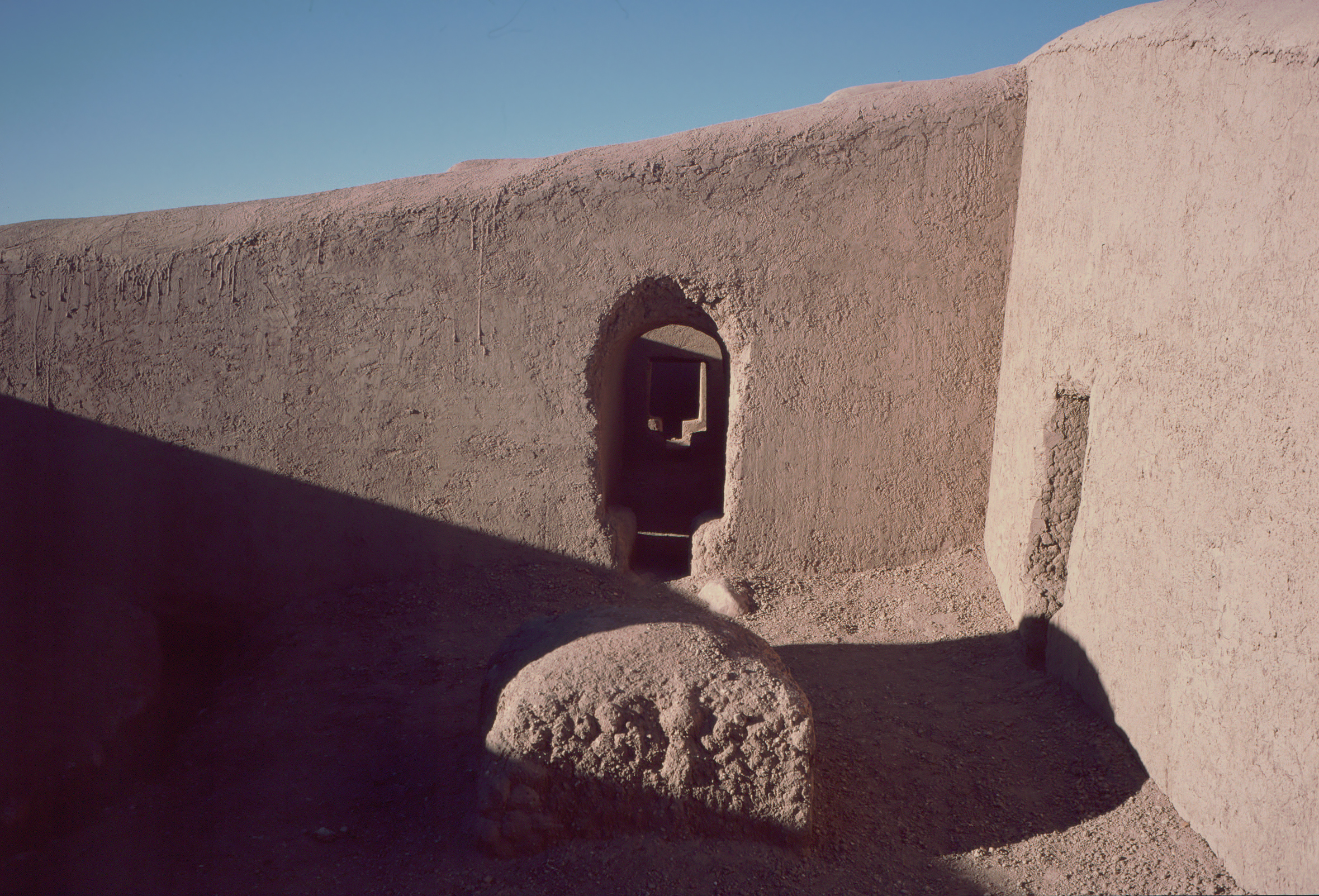
Charakteristische Durchgänge

Paquimé war eine prähispanische Ansiedlung, die den Nordwesten der Sierra Madre Occidental beeinflusste, den größten Teil des Westens von Chihuahua und einige Gebiete im Osten von Sonora. Paquimé steht seinerseits im großen kulturellen Zusammenhang der archäologischen Kulturen von Mogollon und (etwas weiter entfernt) von Anasazi, die in Arizona, Utah, Colorado und New Mexico existierten und unter der Bezeichnung Pueblokultur zusammengefasst werden.
Die Stätte ist bekannt für ihre großen Bauwerke aus Adobe und Tapia. Sie bilden umfangreiche Komplexe von aneinander angefügten Räumen, die in allen Aspekten den Großhäusern der späten Mogollon und der Anasazi-Kultur und ihre T-förmigen Türen. Forscher haben berechnet, dass der Ort ungefähr 3500 Bewohner hatte, doch bleibt ihre sprachliche und ethnische Zuordnung unbekannt. Im Westen des Ortes gibt es eine Reihe von Gebäuden aus Steinen und Füllung, die wahrscheinlich mit Kalkfarbe bedeckt waren; dies waren die zeremoniellen Zentren. Der große Baukomplex im Osten rahmt einen langrechteckigen Platz ein, der als Markt interpretiert wird. Große Bedeutung wurde dem Bewässerungssystem gegeben. Durch die freien Flächen, aber auch durch Baukomplexe verlaufen gemauerte Kanäle, die in flache, schüsselförmige Wasserreservoire münden. Verschiedenen niedrigen künstlichen Hügeln (mounds) wird eine rituelle Funktion zugeschrieben. Eine klare Beziehung zu Mesoamerika belegen die Ballspielplätze, die allerdings auch noch weit bis nach Arizona hinein vorkommen.
In Paquimé finden sich einige Konstruktionen, die so in anderen untersuchten Fundstellen bisher nicht bekannt sind: niedrige Hügel (mounds) übernahmen offenbar die Funktion mesoamerikanischer Pyramiden. Sie treten auch in eigenartigen Formen auf: in Gestalt einer Schlange oder eines kurzarmigen Kreuzes mit vier kleinen Hügeln. Letzteres wird wegen der allerdings weit hergeholten Ähnlichkeit mit dem mesoamerikanischen Kalenderzeichen 4 Olin als Sinnbild für die gegenwärtige Welt interpretiert.
Einige Forscher vertreten die Auffassung, dass Paquimé sich eigenständig aus der Salado-Kultur entwickelte. Andere behaupten, dass die plötzliche kulturelle Entwicklung an dieser Stelle das Ergebnis der Invasion einer Elite aus der mexikanischen Hochebene oder aus Mittelmexiko war. Paquimé ist jedoch nicht die einzige Großhaussiedlung in diesem Raum. Weitere bisher nicht ausgegrabene liegen in ähnlicher Lage in einem nach Südwesten verlaufenden schmalen Korridor entlang der Sierra Madre und scheinen auf einen Handelsweg hinzuweisen, der bis in das nordwestliche Randgebiet von Mesoamerika (wichtige Orte: Chalchihuites und La Quemada) reichte.
So entstand ein Handelsposten, der aber auch auf die Zucht der Ara-Vögel wegen ihrer kostbaren Federn, den Tausch von Muscheln, Keramik, Kupfer usw. spezialisiert war.

## Phasen der Paquimé-Kultur
Um 700 begann die Paquimé-Kultur in der Region mit der Einführung der Landwirtschaft und dem Bau von kleinen, halb in den Boden eingelassenen Häusern aus Adobe am Ufer der Flüsse Piedras Verdes, San Pedro und San Miguel, die allesamt in den Fluss Casas Grandes münden.
Charles Di Peso, ein nordamerikanischer Archäologe, der das Gebiet untersucht und von 1958 bis 1961 in Paquimé gegraben hat, schlug sechs Entwicklungsphasen der Kultur vor – die Daten beruhen vor allem auf der ganz genauen Baumringdatierung, ergänzt durch die Radiokohlenstoffdatierung und die Obsidianhydratation:
I.- Präkeramischer Horizont. Sein Beginn ist unbekannt und er endet zwischen dem 1. und 2. Jahrhundert.
II.- Periode der unverzierten Keramik, von ca. 150 bis 700.
III.- Alte Periode, von 700 bis 1060. Die alte Periode wird unterteilt in a) Phase Convento (Kloster) bis 900, b) die kurze Phase Pilón (Kornmörser) bis 950, c) Phase Perros Bravos bis 1060.
IV.- Mittlere Periode, von 1060 bis 1340. Sie wurde unterteilt in a) Phase Buena Fe bis 1205, b) Phase Paquimé bis 1261, c) Phase Diablo (Teufel) bis 1340.
V.- Späte Periode. Von 1340 bis 1660. Die Periode wird unterteilt in: a) Phase Robles (Eichen) bis 1519, b) Phase der ersten sporadischen Kontakte mit den Spaniern bis 1660.
VI.- Periode der Spanier. Von 1660 bis 1821.
Während der alten Periode bildeten sich die ersten Dörfer und ihre Bevölkerung praktizierte den Regenfeldbau, zusätzlich nutzten sie das aus den Bergen ablaufende Wasser.
Während der ersten beiden Phasen der Alten Periode setzt der Bau kreisförmiger Häuser ein. Die Häuser waren halb im Boden versenkt (weniger als 1 m), derartige Behausungen hatten eine Fläche von ungefähr 10 m² und eine runde Tür; in der Mitte des Dorfes wurde ein Gemeinschaftshaus errichtet, das größer war als die Familienbehausungen.
Während der letzten Phase der Alten Periode nahm die Größe der Häuser zu; es wurde damit begonnen, diese aneinanderstoßend zu bauen, und anstelle eines kreisförmigen erhielten sie einen quadratischen Grundriss. In dieser Zeit taucht dekorierte Keramik auf, außerdem Muschelstücke, Ketten, "cuentecitas" (Schmuckperlen) aus Türkis und bearbeitetem Kupfer.
Während der mittleren Periode veränderte sich der soziale Aufbau und Eindruck der Stadt. Während der Phase Buena Fe hatten die Häuser nur ein Geschoss, die Türen sind T-förmig und die Dächer bestehen aus Holzbalken.
Während der Paquimé-Phase erreicht der Ort seinen höchsten Glanz, die Handelsbeziehungen mit anderen Völkern verstärken sich und es werden zeremonielle Erdhügel gebaut. Der Ort wird durchzogen von einem System von Bewässerungsgräben, ein Ballspielplatz wird gebaut und es beginnt die Errichtung mehrstöckiger Häuser, einige Gebäude erreichen bis zu vier Stockwerke.
Während der Phase Diablo wird die Siedlung teilweise verlassen, der Niedergang wird durch Angriffe feindlicher Völker ausgelöst. Um 1340 erliegt der Ort der feindlichen Belagerung und viele der Einwohner werden umgebracht, dies lässt sich aus der Anzahl der menschlichen Überreste schließen, die in grotesken Stellungen gefunden wurden.
- Kunstgegenstände: Krüge der Casas-Grandes-Kultur aus der Sammlung des Museums von Stanford, USA.

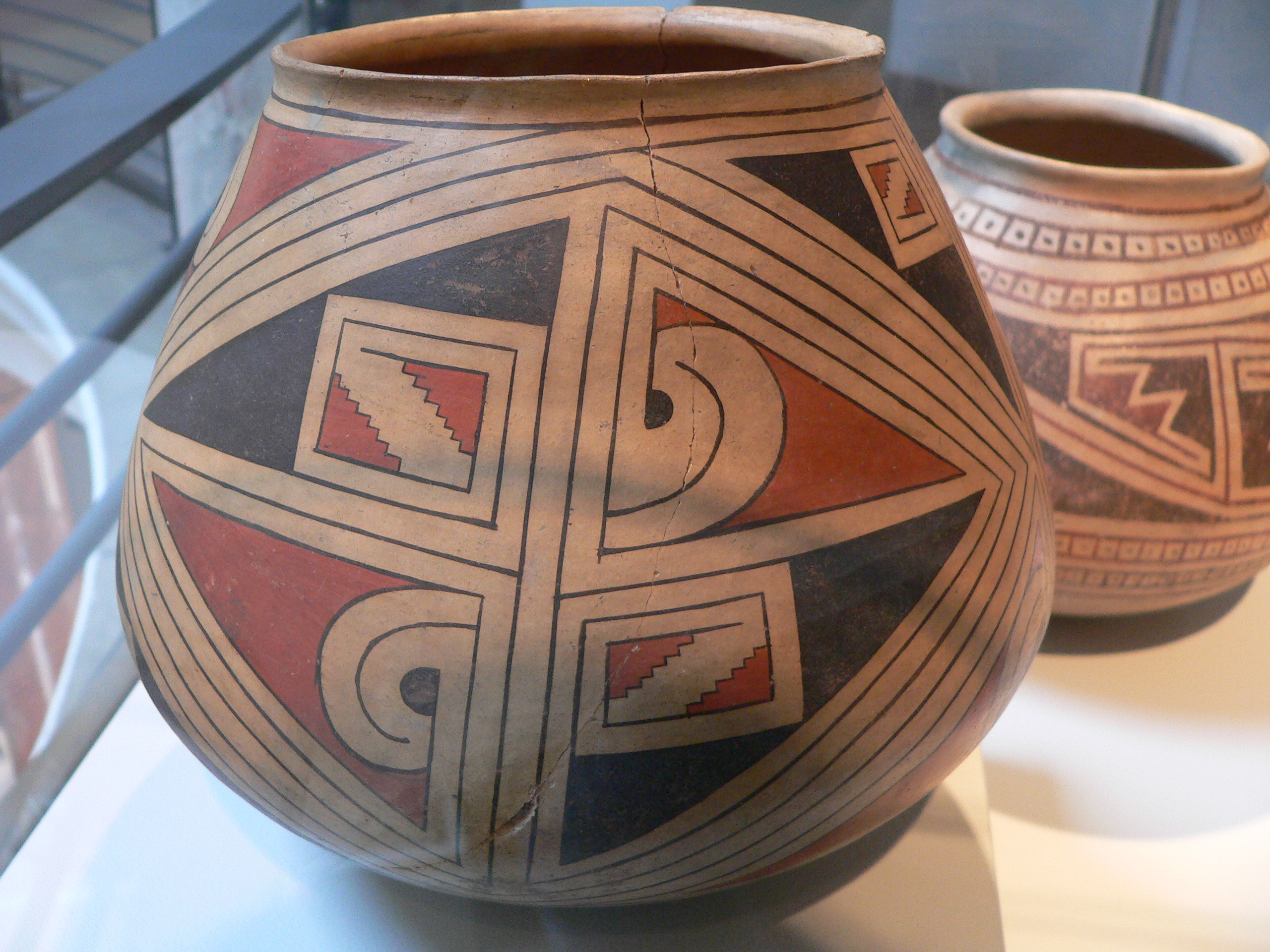
Krug
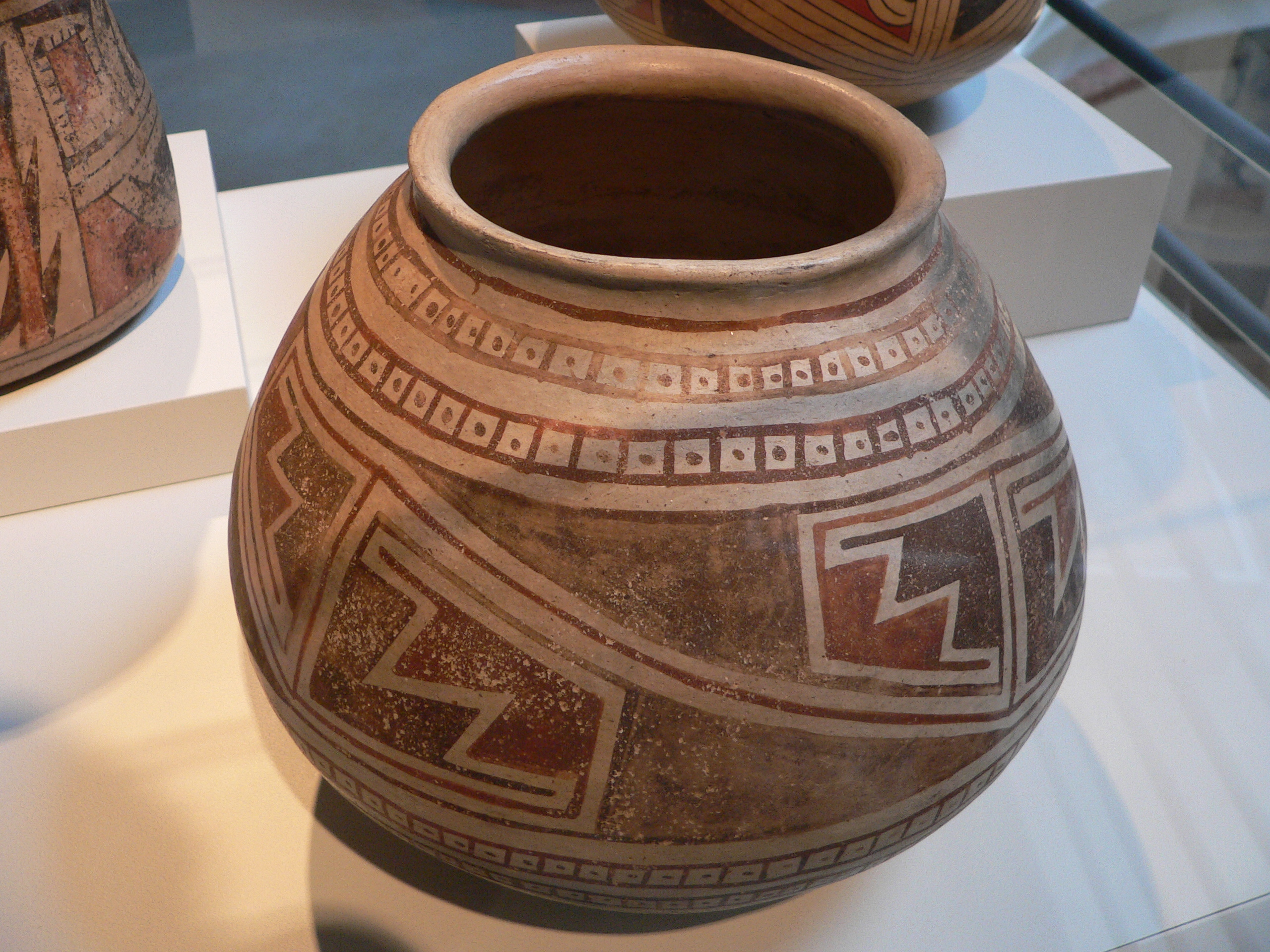
Krug
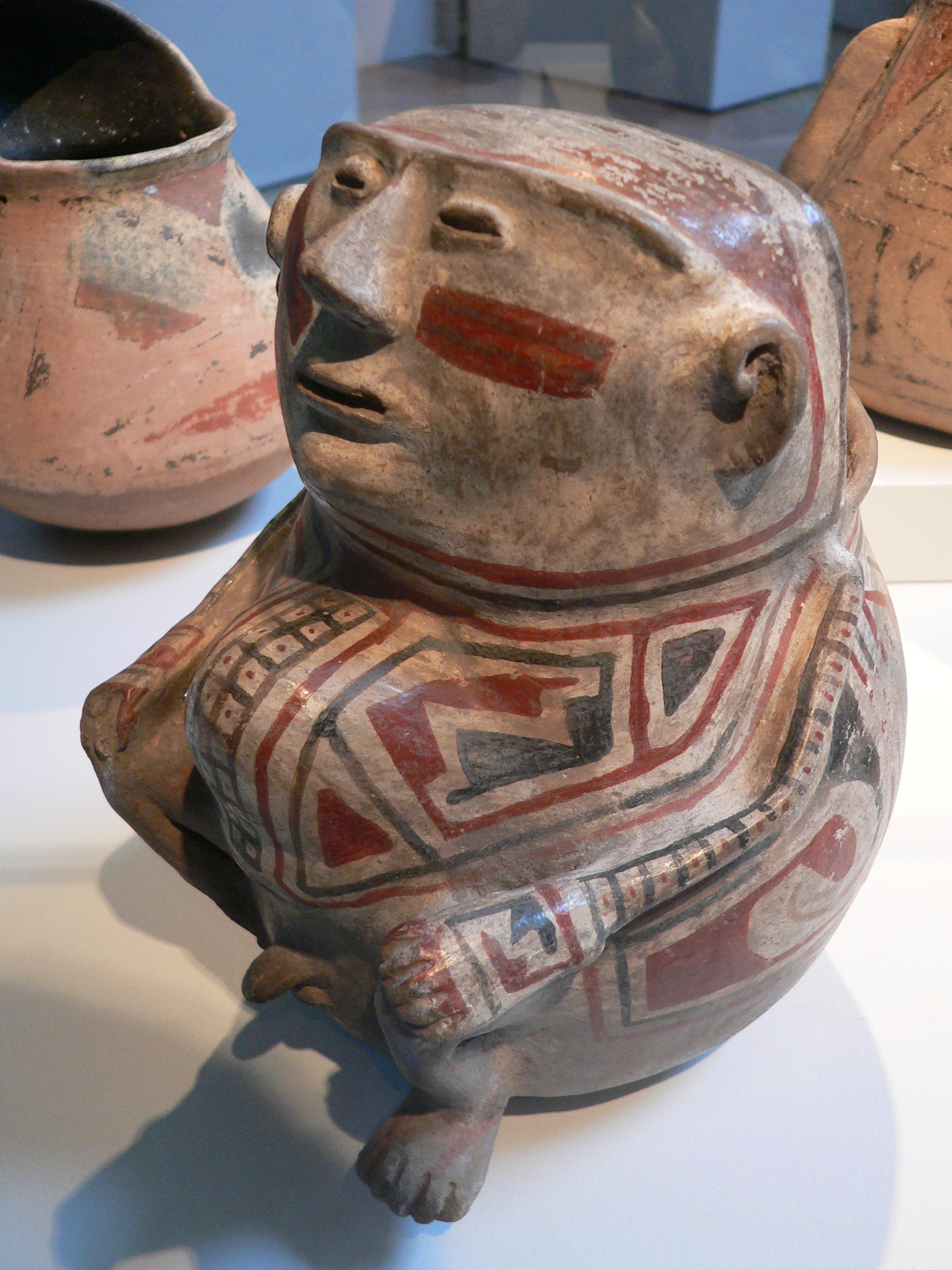
Menschenförmiger Krug
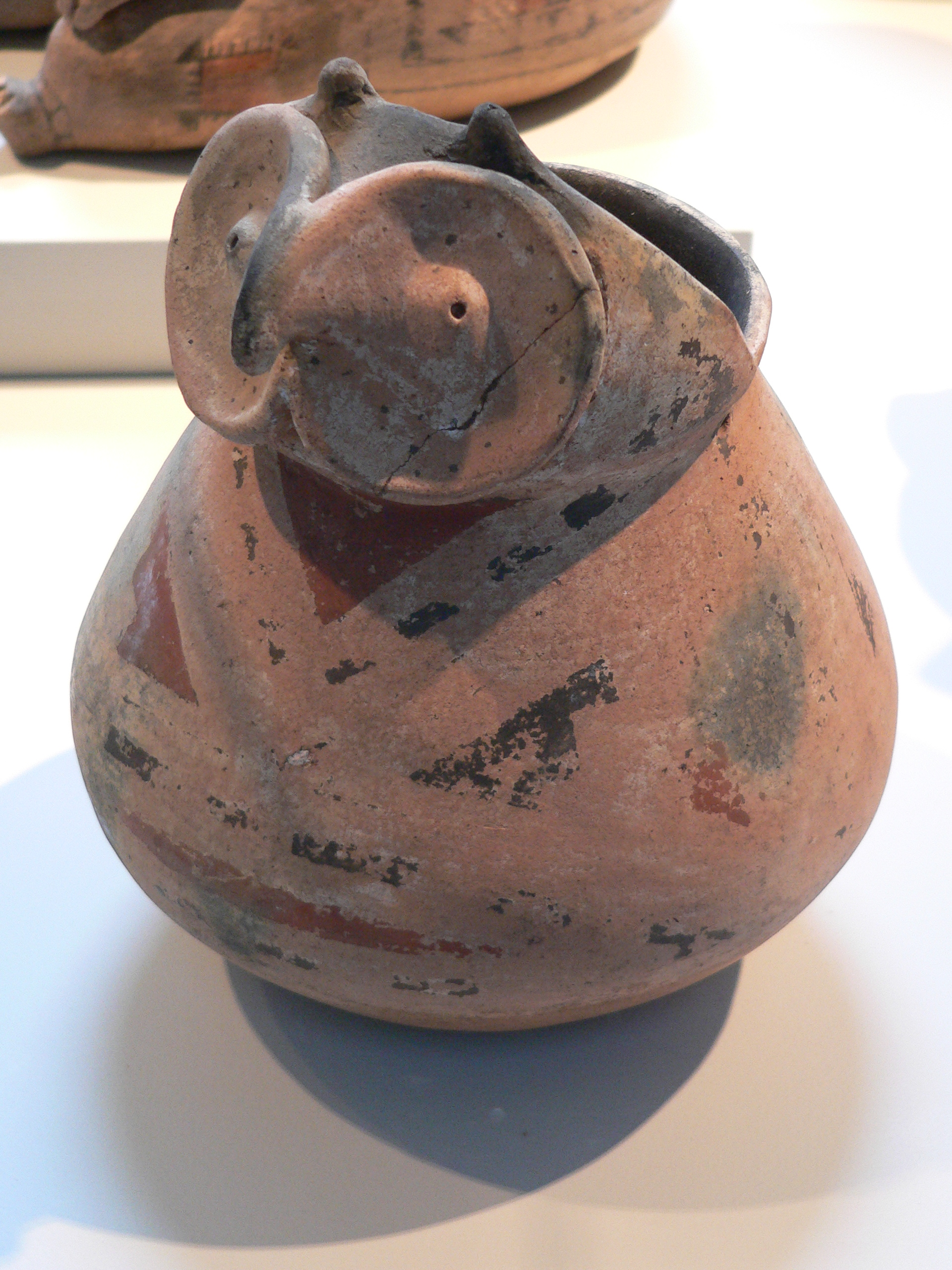
Eulenförmiger großer Krug

## Epilog
Nachdem Paquimé aufgegeben wurde, besetzten nomadisierende indigene Völker das Gebiet. Eine beginnende Wüstenkultur war gestorben.
1562 berichtete der spanische Forscher Francisco de Ibarra, er habe unerforschte Gebiete besucht, die von gut angezogenen Ureinwohnern bewohnt seien, die in Häusern aus Adobe lebten, Landwirtschaft betrieben, Bewässerungskanäle betrieben und Lebensmittel in Überfluss hätten. 1566 kehrte er in die Region zurück und gelangte bis Paquimé oder Casas Grandes, einer Ortschaft, die von den Sumas bewohnt wurde, die keine Landwirtschaft betrieben und von der Jagd und dem Sammeln von Früchten und Wurzeln lebten.
Francisco de Ibarra schrieb: [Die Ortschaft] ist dicht bebaut mit prachtvollen, hohen und befestigten Häusern, sechs bis sieben übereinander, mit Türmen und starken Zäunen gesichert wie Festungen zum Schutz und zur Verteidigung gegen die Feinde (...) Sie hat große und schöne Höfe, mit schönen, großen Jaspis-artigen Steinen gepflastert, und Messersteine stützten die großen und schönen Säulen aus dickem Holz, die von fern hergebracht worden waren; die Wände der Gebäude waren weiß und bunt getönt und angemalt, gemauert aus sehr hartem Stein.
Es gab breite Kanäle vom Fluss zu den Dörfern, mit denen Wasser zu den Häusern gebracht wurde. Sie haben große und breite Öfen im Erdgeschoß der Häuser und Gebäude, die vor der Kälte schützen, die es dort viel gibt, da es einen Großteil des Jahres schneit und der Nordwind viel Kälte von den Ebenen und Bergen bringt, wo es mehr als gewöhnlich schneit. Es fanden sich Spuren von Metallen, die die Eingeborenen zu nutzen pflegten, sowie Mühlsteine. 
Dieses große Gehöft und die Ansammlung von Häusern befinden sich nicht an einem Ort, sondern verteilt über acht Meilen flussabwärts (...) Der größte Teil der Häuser war verfallen, vom Wasser beschädigt und zerstört, sie zeigten die Zahl von Jahren, seit ihre Besitzer sie verlassen und entvölkert hatten, obwohl es in ihrer Nähe wilde, rustikale und dahergelaufene Leute gibt, die nicht mehr in solche großartigen Häusern leben, sondern in Lehmhütten hausen wie wilde Tiere, der Sonne, dem Wind und der Kälte ausgesetzt. Sie sind Jäger, essen alles was sie erjagen sowie wilde Würmer und Eicheln; laufen nackt herum; die Frauen tragen Lendenschurze aus Hirschleder sowie einige aus Rindsleder (von Bisons).